# 罗卡皮耶蒙泰
罗卡皮耶蒙泰（義大利語：Roccapiemonte），是意大利萨莱诺省的一个市镇。总面积5.22平方公里，人口9068人，人口密度1737.2人/平方公里（2009年）。ISTAT代码为065108。